# 末井誠史
末井 誠史（すえい せいし、1954年（昭和29年） - ）は、日本の警察官僚、外交官。2013年（平成25年）7月30日からデンマーク駐箚特命全権大使。

## 経歴・人物
岡山県出身。1977年（昭和52年）東京大学法学部を卒業して、警察庁に入庁する。1987年（昭和62年）2月香港領事、1999年（平成10年）1月防衛庁防衛局国際企画課長、警察庁交通局交通企画課長、2004年（平成16年）8月20日から2006年（平成18年）1月23日まで、警視庁公安部長、兵庫県警察本部長、警察庁交通局長などを歴任した。2008年（平成20年）8月、国立国会図書館専門調査員。2012年（平成24年）6月、明治安田生命保険顧問。2013年（平成25年）7月30日（9月着任）からデンマーク駐箚特命全権大使。2016年11月、 株式会社神戸製鋼所常任顧問、シンフォニアテクノロジー株式会社非常勤顧問。

## 著作

### 論文
- 『EU指令と我が国の運転免許制度』